# Fleur de verre
Fleur de verre (titre original : The Glass Flower) est le titre d'une nouvelle de George R. R. Martin, parue pour la première fois en septembre 1986 dans le magazine Asimov's Science Fiction. Elle est ensuite incluse au recueil original Portraits of His Children, regroupant onze histoires de Martin, publié en juillet 1987.
La nouvelle n'a été traduite et publiée en français qu'en septembre 2014 dans le recueil La Fleur de verre, regroupant sept histoires de Martin.

## Résumé
Cyrain est depuis une éternité la maîtresse du jeu des esprits dans lequel les participants, qu'ils aient payé des fortunes pour y prendre part ou qu'ils y aient été forcés, ont la possibilité de mettre leur force mentale à l'épreuve pour y gagner un nouveau corps. Mais lorsqu'un cyborg se présente sous le nom de Joachim Kleronomas, un héros censé être mort depuis un millier d'années, Cyrain sent que le jeu va redoubler d'intérêt...

## Distinction
- La nouvelle a été nommée pour le prix Locus de la meilleure nouvelle longue 1987.